# امان‌الله جهانبانی
سپهبد امان‌الله جهانبانی (زاده ۱۲۷۴ – درگذشته ۱۰ اردیبهشت ۱۳۵۳) شاهزاده قاجار، از فرماندهان ارتش شاهنشاهی ایران، دولتمرد و سناتور دوره پهلوی بود.

## پیشینه خانوادگی
خاندان جهانبانی نوادگان سیف‌الله میرزا پسر فتحعلی شاه از همسر گرجی او گلبدن خانم خازن‌الدوله اند که در دوره رضا شاه، نام خانوادگی جهانبانی برگزیدند. اما در سال ۱۳۱۷ که این خاندان مغضوب رضا شاه و اعضایش از ارتش اخراج شدند، عده‌ای از آنان نام خانوادگی خود را به کی‌کاووسی، فتحعلی پور، جهانبینی و شه‌بنده تغییر دادند.
پدر سپهبد جهانبانی امان‌الله میرزا ضیاءالدوله فرزند جهانگیر میرزا و نوه سیف‌الله میرزا چهل و دومین فرزند پسری فتحعلی شاه قاجار از سرکردگان قزاقخانه با درجه امیرتومانی بود که وقتی لیاخوف رئیس قزاقخانه شد، به همراه چند تن دیگر از سرکردگان از قزاقخانه کناره‌گیری کرد و به مشروطه‌خواهان پیوست و از نمایندگان تهران در مجلس شورای ملی اول شد. سپس به معاونت وزارت جنگ رسید. در دوره استبداد صغیر در تهران مخفی بود تا فتح تهران پیش‌آمد و دوباره بر سر کار برگشت و فرمانده قشون آذربایجان شد. او به سبب همکاری با مشروطه‌خواهان تبریز و از جمله ثقه‌الاسلام تبریزی تحت تعقیب روس‌ها قرار گرفت و به کنسول‌گری انگلیس در تبریز پناه برد و همان‌جا با تپانچه‌ای که در اختیار داشت، به زندگی خود خاتمه داد (۱۲۹۰ خورشیدی).

## کودکی و تحصیلات
سپهبد جهانبانی هنگام تولد نصرت‌الله میرزا نام داشت اما پس از خودکشی پدرش، نام او را بر وی گذاشتند. ناصرالدین شاه قاجار شوهر عمه پدرش بود و شوهر عمه خود او اسدالله میرزا شهاب‌الدوله که از شاهزادگان مشروطه‌خواه بود در دوران احمد شاه، وزیر پست و تلگراف و رئیس تشریفات دربار بود. بعدها در دوران محمدرضا شاه پهلوی سناتور شد.
امان‌الله میرزا را از ده سالگی برای تحصیل به مدارس نظام روسیه فرستادند. پس از بازگشت با درجه یاوری (سرگردی) در قزاقخانه مشغول خدمت شد. چندی ریاست قسمت توپخانه آتریاد کرمانشاه را برعهده داشت. در همان آتریاد  رضاخان فرمانده قسمت پیاده بود. امان‌الله میرزا مقارن کودتای سوم اسفند ۱۲۹۹ درجه سرهنگی داشت.

## قشون متحدالشکل
پس از تشکیل قشون متحدالشکل، سرتیپ امان‌الله میرزا به ریاست ارکان حرب (ستاد) قشون برگزیده شد. وی فرمانده قوای اعزامی به آذربایجان جهت دفع خطر اسماعیل آقا سیمیتقو بود که با کسب پیروزی در نبرد شکریازی قلعه چهریق را به تصرف قوای دولتی درآورد و نشان ذوالفقار گرفت و به درجه‌ی سپهبدی ارتقاء یافت .
در خرداد ۱۳۰۲ سرهنگ امان‌الله میرزا سرپرست پنجاه دانشجویی شد که برای تحصیل نظام به اروپا اعزام شدند و دوره ستاد را آنجا طی کرد. پس از بازگشت در اوایل سال ۱۳۰۵ همراه رضاشاه به خراسان سفر کرد و پس از خلع درجه و برکناری جان محمدخان فرمانده لشکر شرق شد. در ۱۳۰۶ با حفظ سمت به بلوچستان رفت و در چند زدوخورد به آن منطقه امنیت بخشید و درجه امیرلشکری گرفت. چندی هم ریاست بازرسی ارتش را سرپرستی می‌کرد. در سال ۱۳۱۴ رئیس دانشگاه جنگ شد و در پنجم اسفند همان سال به ریاست اداره کل صنعت رسید.

## مغضوبیت
در نیمه‌های سال ۱۳۱۶ خاندان جهانبانی به دلایل نامعلومی مورد غضب رضا شاه قرار گرفتند ، سر لشکر جهانبانی از ریاست اداره کل صناعت برکنار شد و چندی در زندان دژبان و بعد در زندان قصر محبوس بود. سرانجام پس از یک سال با خلع درجه و اخراج از ارتش از زندان آزاد شد ولی زیر نظر پلیس بود.

## بازگشت به صحنه
پس از استعفای رضاشاه از جهانبانی اعاده حیثیت شد و با همان درجه به خدمت بازگشت و پنج روز پس از استعفای رضا شاه در کابینه فروغی وزیر شد. ابتدا وزیر کشور بود. در ترمیم کابینه فروغی در سیزدهم آذر ۱۳۲۰ به عنوان وزیر راه و در کابینه سهیلی در هجدهم اسفند به عنوان وزیر جنگ به مجلس معرفی شد تا اینکه با استعفای دولت سهیلی در هشتم مرداد ۱۳۲۱ او نیز کنار رفت.
سمت بعدی سرلشکر جهانبانی ریاست شهربانی کل کشور بود تا بهار ۱۳۲۳ که از این سمت استعفا کرد. جهانبانی پس از گشایش مجلس سنای ایران در سال ۱۳۲۸، تا آخر عمر شش دوره متوالی سناتور بود. در دوره دوم مجلس سنا در سال ۱۳۳۴ به درخواست وزارت امور خارجه عضو کمیسیون مختلط ایران و شوروی برای تعیین و تحدید حدود مرزی شد.

## فرزندان
جهانبانی دو بار ازدواج کرد، حاصل این ازدواج‌ها نه فرزند بود. از جمله: نادر جهانبانی (خلبان ارتش شاهنشاهی) مهرمنیر جهانبانی و خسرو جهانبانی که با شهناز پهلوی ازدواج کرد. یکی از دختران امان‌الله جهانبانی با محمود امان‌پور ازدواج کرد. امان‌پور پدربزرگ کریستین امان‌پور خبرنگار سی ان ان است.

## آثار

### تألیف
- عملیات قشون در بلوچستان، ت‍ه‍ران: چاپخانه مجلس، ۱۳۰۷.
- مرزهای ایران و شوروی، ت‍ه‍ران: چاپخانه مجلس، ۱۳۳۶.
- سرگذشت بلوچستان و مرزهای آن، تهران: [بینا]، ۱۳۳۸.
- خاطراتی از دوران درخشان رضاشاه کبیر: نبرد شکریازی و ساری‌داش، تهران: بانک ملی ایران (چاپخانه)، ۱۳۴۶. (تجدید چاپ با عنوان خاطرات سپهبد امان‌الله جهانبانی: لشکرکشی ارتش ایران به (چهریق) مشهور به نبرد «شکریازی» و «ساری داش»، به کوشش احمد محمدی، تهران: احمد محمدی، ۱۳۹۲.)
- س‍رب‍از ای‍ران‍ی و م‍ف‍ه‍وم آب و خ‍اک: زن‍دگ‍ی‌ن‍ام‍هٔ خ‍ودن‍وش‍ت س‍پ‍ه‍ب‍د ام‍ان‌الله ج‍ه‍ان‍ب‍ان‍ی، به کوشش پرویز جهانبانی، وی‍راس‍ت‍هٔ م‍ح‍م‍د ب‍ق‍ای‍ی (م‍اک‍ان)، ت‍ه‍ران: ف‍ردوس، ۱۳۸۰.

### ترجمه
- جنگ روسیه و فتح ترکمان: جنگ در ترکستان (جنگ ترکمان)، (ترجمه از زبان روسی) قم: مجمع ذخائر اسلامی، ۱۳۹۶.